# Provinz Antabamba
Die Provinz Antabamba ist eine von sieben Provinzen der Verwaltungsregion Apurímac in Süd-Peru. Die Provinz erstreckt sich über ein Areal von 3219 km². Beim Zensus 2017 wurden in der Provinz Antabamba 11.310 Einwohner gezählt. 10 Jahre zuvor betrug die Einwohnerzahl 12.267. Provinzhauptstadt ist Antabamba.

## Geographische Lage
Die Provinz Antabamba erstreckt sich über das Bergland nördlich des Gebirgszuges Cordillera Huanzo. Die beiden Flüsse Río Pachachaca und Río Vilcabamba, die in dem Gebirge entspringen und in den Río Apurímac münden, durchfließen die Provinz in nördlicher Richtung.
Die Provinz Antabamba grenzt im Norden an die Provinz Grau, im Osten an die Provinz Cotabambas und an die Region Cusco, im Süden an die Regionen Arequipa und Ayacucho sowie im Westen an die Provinz Aymaraes.

## Gliederung
Die Provinz Antabamba besteht aus 7 Distrikten. Der Distrikt Antabamba ist Sitz der Provinzverwaltung.
| Distrikt              | Verwaltungssitz |
| --------------------- | --------------- |
| Antabamba             | Antabamba       |
| El Oro                | Ayahuay         |
| Huaquirca             | Huaquirca       |
| Juan Espinoza Medrano | Mollebamba      |
| Oropesa               | Oropesa         |
| Pachaconas            | Pachaconas      |
| Sabaino               | Sabaino         |